# Der Tempelbrand

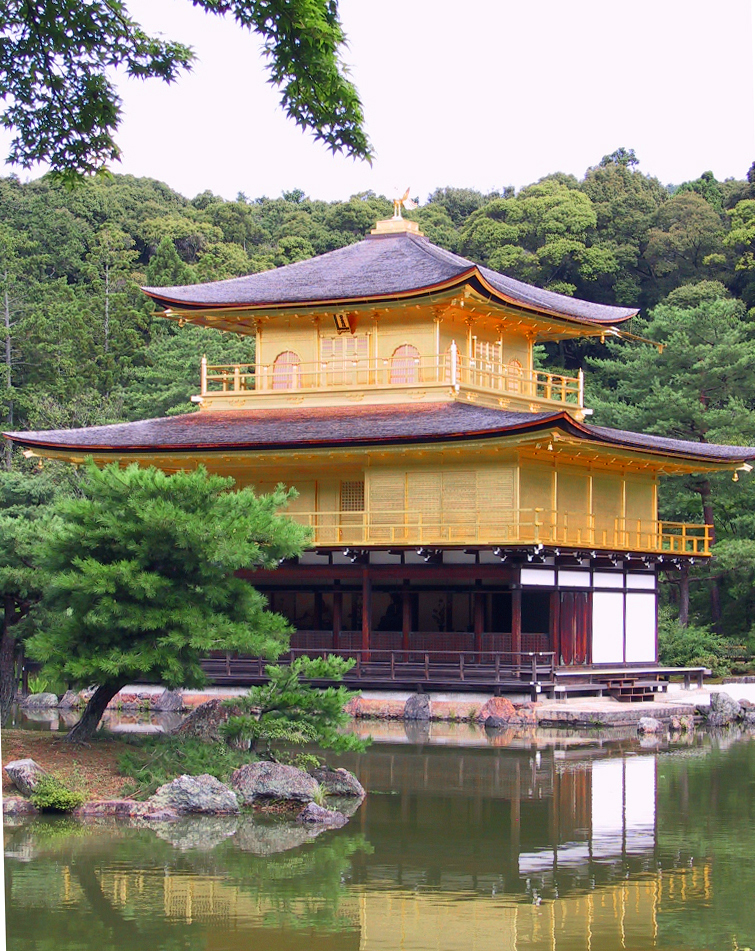
Kinkaku, der Goldene Pavillon, 1955 neu errichtet

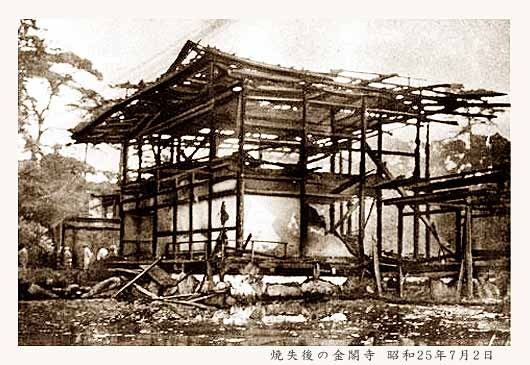
Das durch Brand zerstörte Bauwerk im Jahr 1950

Der Tempelbrand (jap. 金閣寺, Kinkaku-ji) ist ein 1956 erschienener Roman von Yukio Mishima. Darin ist der junge buddhistische Mönch Mizoguchi immer mehr von der Schönheit der Goldenen Halle besessen, die in dem Tempelbezirk steht, in dem er lebt. Schließlich legt er Feuer in dieser Halle. Der Roman beruht auf einer tatsächlichen Begebenheit: Am 2. Juli 1950 wurde der Goldene Pavillon des Rehgarten-Tempels in Kyoto durch die Brandstiftung eines Mönches zerstört. Zur Recherche hatte Mishima den Täter im Gefängnis besucht und mit ihm gesprochen. Der Originaltitel Kinkaku-ji („Goldener Pavillon“) wie auch die englische Übersetzung (The Temple of the Golden Pavilion) stellen anders als der Titel der deutschen Übersetzung den Gegenstand selbst in den Mittelpunkt und nicht dessen Zerstörung.

## Inhalt

### Kapitel 1 bis 3
Der junge Mizoguchi wird von seinem Vater bereits als Kind dafür vorgesehen, in den Rehgarten-Tempel in Kyoto einzutreten. Immer wieder erzählt der Vater von der Schönheit der goldenen Halle. Er ist kränklich und stirbt früh. Mizoguchi leidet unter seinem Stottern und seiner Hässlichkeit. Er verliebt sich in Uiko, ein Mädchen aus der Nachbarschaft, das aber nichts von ihm wissen will. Beim Eintritt in den Tempel lernt er einen weiteren Novizen, Tsurukawa kennen, der zunächst sein einziger Freund wird.

### Kapitel 4 bis 6
Neben dem Dienst im Tempel wird Mizoguchi zum Studium an der Otani-Universität zugelassen. Dort lernt er Kashiwagi kennen. Kashiwagi wird als klumpfüßig beschrieben. Anders als Mizoguchi, der unter seinem Stottern tendenziell leidet, setzt er seine körperliche Beeinträchtigung berechnend zu seinem Vorteil ein, etwa um das Mitleid von Frauen zu erregen und diese zu manipulieren.
Mizoguchi beobachtet den Prior seines Klosters, wie er im Vergnügungsviertel Geishas besucht. Er spielt mit dem Gedanken, ihn zu erpressen, und schmuggelt ein Foto der betreffenden Geisha in die Papiere des Priors. Er entfremdet sich immer weiter von dem Vorgesetzten.

### Kapitel 7 bis 10
Die Fixierung auf die Schönheit der Goldenen Halle nimmt immer größeren Raum im Denken Mizoguchis ein. Während einer Flucht aus dem Kloster fasst er den Entschluss, sie zu verbrennen. Nach einigen Vorbereitungen und Erwägungen legt er tatsächlich des Nachts Feuer und die Halle verbrennt.

## Interpretation

### Gegensätzliche Einflüsse
Mizoguchi steht mehrmals unter dem gegensätzlichen Einfluss verschiedener Personen. Sein Schulfreund Tsurukawa zeichnet sich durch ein freundliches und optimistisches Wesen aus. Immer wieder deutet er abweisende oder verletzende Äußerungen und Handlungen Mizoguchis ins Positive um, z. B. in dem er ihnen Traurigkeit oder Bescheidenheit als Motive unterstellt. Insofern mildert er gewisse Härten in Mizoguchis Wesen ab. Im Gegensatz dazu bewirkt Kashiwagi, indem er seine eigene egoistische und berechnende Haltung erklärt und vorlebt, eine Verschärfung in Mizoguchis Charakter, seiner zunehmenden Ablehnung seiner Umgebung.
Sowohl Mizoguchis Vater als auch der Prior des Klosters erscheinen relativ weich und nachgiebig. Der Vater ist kränklich und lässt die Mutter gewähren, als sie ihn mit einem entfernten Verwandten betrügt, der Prior wird als feist und nachlässig beschrieben, besucht Vergnügungsviertel und sieht Mizoguchi anfangs verschiedene Übertretungen nach. Im Gegensatz dazu tritt ein Priester namens Zenkai, der kurz vor Mizoguchis Attentat das Kloster besucht, als männlich und verbindlich auf. „Priester Zenkai hatte eine Schlichtheit, die dem Altlehrer fehlte, und eine Kraft, die der Vater nicht besaß“. Ohne dass er erklären kann warum, hätte sein Gespräch mit Zenkai Mizoguchi beinahe von seiner Tat abgehalten. Allerdings tritt Zenkai zu spät auf, um ausreichenden Einfluss auf ihn zu gewinnen.

### Als Essay über die Schönheit
Über den gesamten Roman hin werden immer neue Betrachtungen über Schönheit im Allgemeinen und die der Goldenen Halle im Besonderen angestellt. Aspekte sind etwa, ob sie eine vom Betrachter unabhängige Zeitlosigkeit erhalte, ob sie nur in der Wahrnehmung des Menschen entstehe, ob sie als eine von außen an den Menschen herantretende Aufgabe verstanden werden kann, und ähnliches mehr.

### Als Psychogramm einer Obsession
Die Obsession für die Schönheit der Goldenen Halle nimmt immer größeren Raum im Denken Mizoguchis ein. Schon bald quält ihn der Gedanke, diese bestehe zeitlos und unabhängig von ihm, er glaubt, sie existiere dadurch in einer anderen Welt als er, dessen Leben vergänglich ist. Schon in Kapitel 2 und 5 wünscht er, die Halle solle bei einem Bombenangriff im Krieg oder in einem angekündigten Sturm zerstört werden. Es gelingt ihm nicht, mit Frauen intim zu werden, auch für ihn unverständlich drängt sich dabei jedes Mal der Gedanke an die Goldene Halle in sein Bewusstsein und macht ihm den Umgang mit der Frau unmöglich. Erst als er den Beschluss gefasst hat, die Halle zu zerstören, kann er eine Prostituierte besuchen und mit ihr schlafen. Ihm scheint, die gesamte Welt teile sich in zwei grundsätzlich verschiedene Zustände, den, in dem die Goldene Halle noch existierte und den, in dem sie nicht mehr existiert.

### Als Allegorie auf den Wandel Japans
Das Verbrennen der Goldenen Halle kann auch als Allegorie auf Japans Modernisierung und zunehmende Ausrichtung auf den Westen verstanden werden. Der verbrannte Tempel steht dann für die Traditionen, von denen man sich abwendet. Der Roman spielt teils vor dem Kriege und währenddessen, teils während der Besatzungszeit in Japan. Es wird bemerkt, wie sehr sich die traditionelle Kleidung der Mönche von der der übrigen Bevölkerung mittlerweile unterscheidet, es treten gelegentlich Besatzungssoldaten in Erscheinung. In den hellblauen Augen eines amerikanischen Soldaten, der den Tempel besucht, glaubt Mizoguchi eine besondere Grausamkeit erkennen zu können. Merkwürdig ist in einer solchen Allegorie allerdings, dass die Zerstörung nicht von einem Anhänger der Orientierung am Westen, sondern von einem Träger der traditionellen Kultur vorgenommen wird.

## Rezeption
Der Roman wird allgemein als eines der Hauptwerke Mishimas neben der Tetralogie Meer der Fruchtbarkeit (darin unter anderem: Schnee im Frühling) angesehen.
1956 wurde der Roman mit dem Yomiuri-Literaturpreis ausgezeichnet.

## Ausgaben
- Der Tempelbrand, aus d. Japan. übertr. von Walter Donat. List, München 1961; später bei Goldmann, München 1988, ISBN 3-442-08933-6
- Der Goldene Pavillon, Neuübersetzung aus d. Japan. von Ursula Gräfe. Kein & Aber, Zürich, 2019, ISBN 978-3-0369-5807-1